# Budavári Sikló

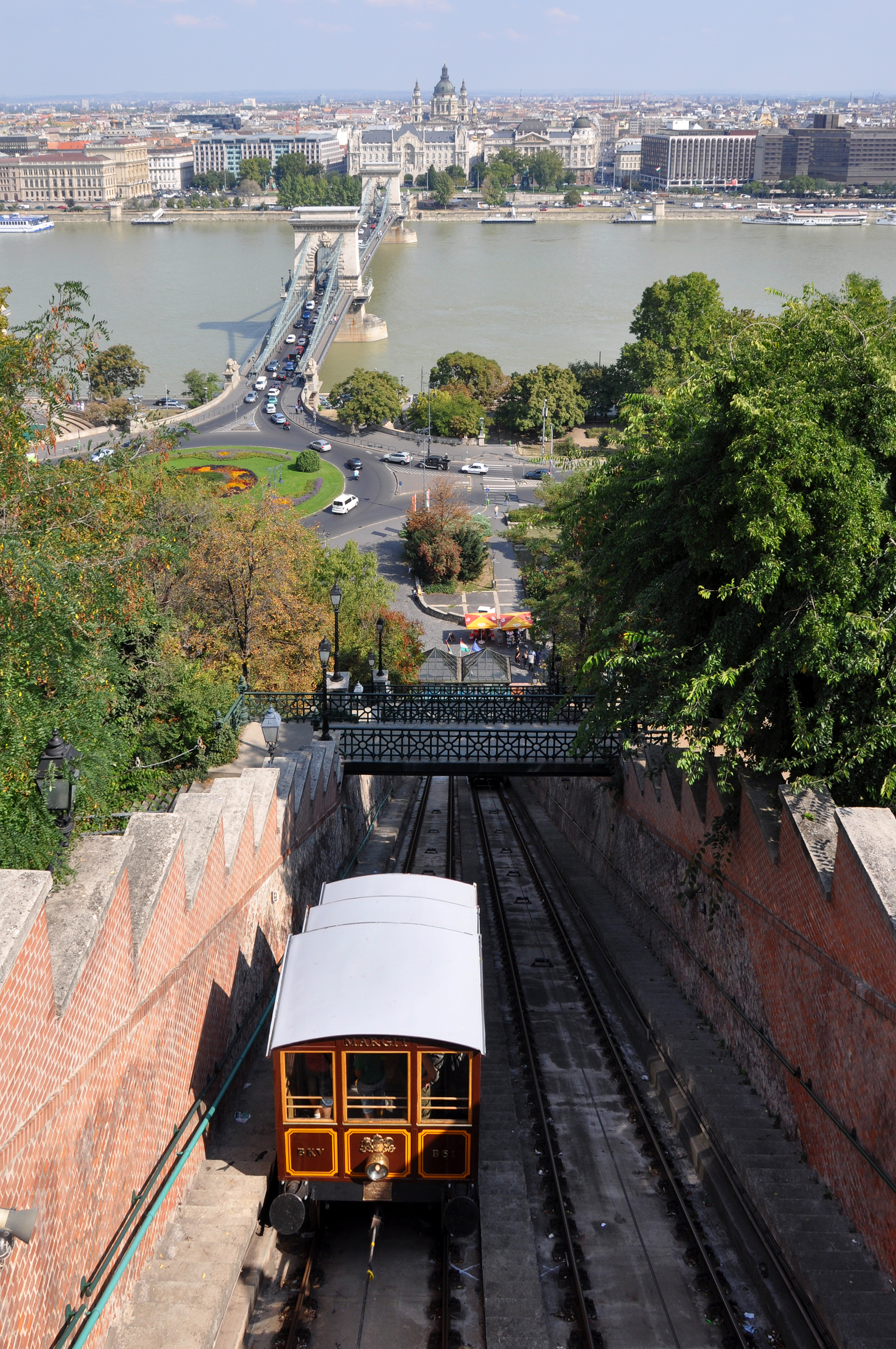
Pohled na trať lanovky z jedoucí kabiny

Budavári Sikló je pozemní lanovka v maďarském hlavním městě Budapešti, v jeho I. městském obvodu.
Lanovka vede z náměstí Clark Adám tér v budínském podhradí v pravobřežní čtvrti Víziváros po východním svahu Hradního vrchu (Várhegy) k hradnímu paláci na náměstí Szent György tér. Dolní stanice se nachází v blízkosti východního portálu tunelu pod Hradním vrchem (Alagút). 

## Provoz
Provozovatelem je budapešťský dopravní podnik BKV. Lanovka je v provozu denně od 8:00 do 22:00.

## Technické údaje
- délka: 95 m
- převýšení: 51 m
- maximální sklon: 48%
- počet vozů: 2
- kapacita: 24 cestujících ve voze
- typ trati: dvojkolejná
- max. rychlost: 1,5 m/s
- rozchod: 1435 mm
- trakce: elektrická